# Metacyclops problematicus
Metacyclops problematicus is een eenoogkreeftjessoort uit de familie van de Cyclopidae. De wetenschappelijke naam van de soort is voor het eerst geldig gepubliceerd in 1973 door Dumont.